# قشلاق قرة درة اسمخان أزادخان (مقاطعة بيله سوار)
قشلاق قرة درة اسمخان أزادخان (بالفارسية: قشلاق قره دره اسم خان آزادخان) هي منطقة سكنية تقع في إيران في أردبيل. يقدر عدد سكانها بـ 20 نسمة .